# 13點

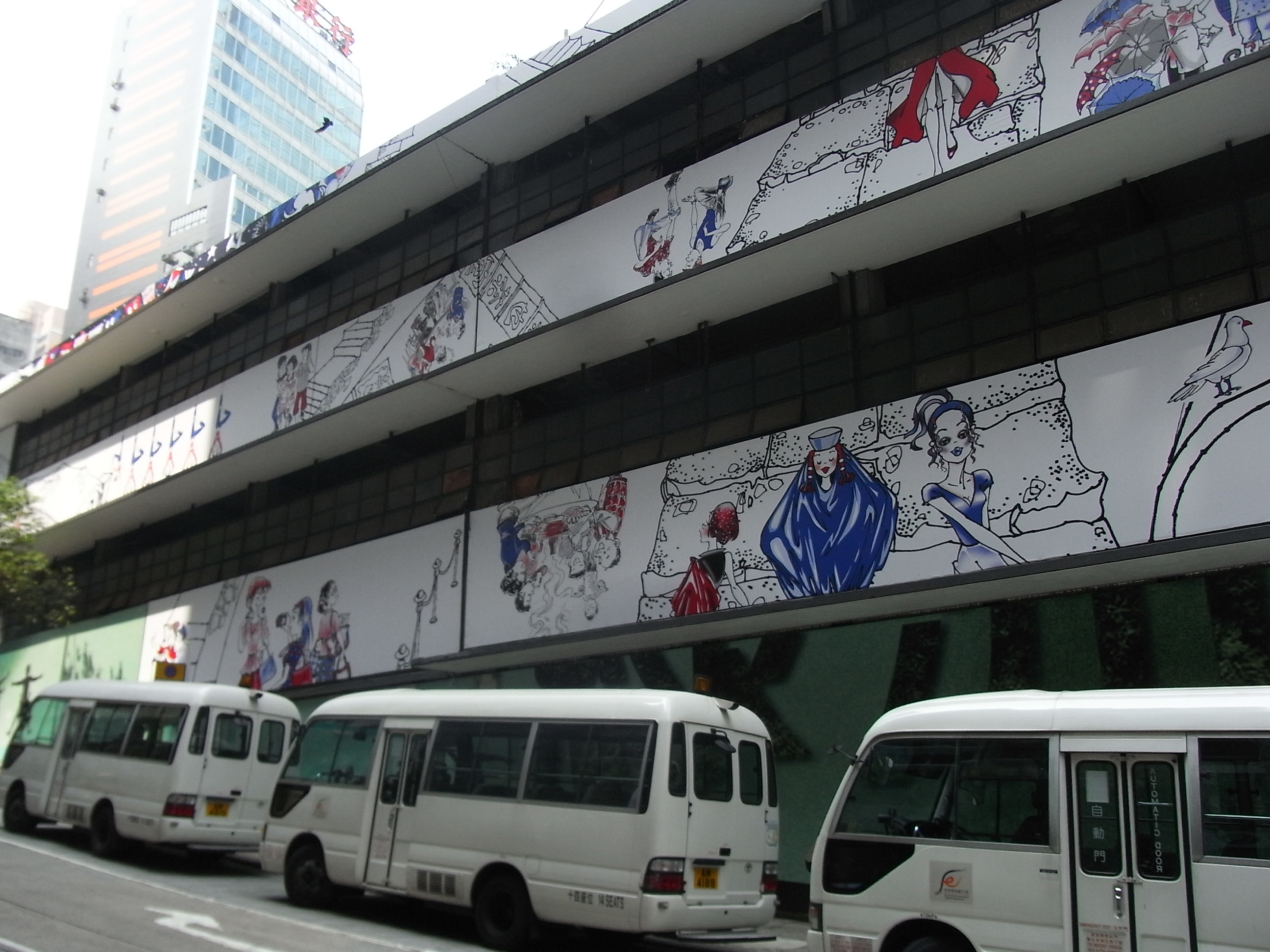
前中環街市外牆13點漫畫裝飾

《13點》，是香港少女漫畫，由李惠珍原創，她身兼《13點》漫畫的畫家及故事作者。 《13點》創刊於1966年，是雙週期刊。 《13點》名字源自作者李惠珍母親，她常稱呼少女時代的李惠珍是十三點，「13點」是上海俚語，有活潑好動、性格鬼馬、玩得出位，甚至無厘頭得有些瘋瘋癲癲的意思。
《13點》的主角經常更換新款時裝，有人曾統計過由第1期至第28期為止出現過1,728件時裝，平均每期達62款，這給讀者提供不少流行資訊，令《13點》成為60至70年代的流行產品。與另一本同類漫畫謝玲玲的《嬌滴滴》共為女性向漫畫潮流。

## 主角背景
13點，少女，是發達城首富的千金小姐，人見人愛，有父有母，三代同堂，父母慈祥而精明。 《13點》漫畫不涉疾病、貧窮、死亡、賭博、情色、政治及宗教。  《13點》漫畫題材描寫女主角及朋友每遇困難，都以智慧解決，反映時事、專題及天馬行空。

## 人物角色

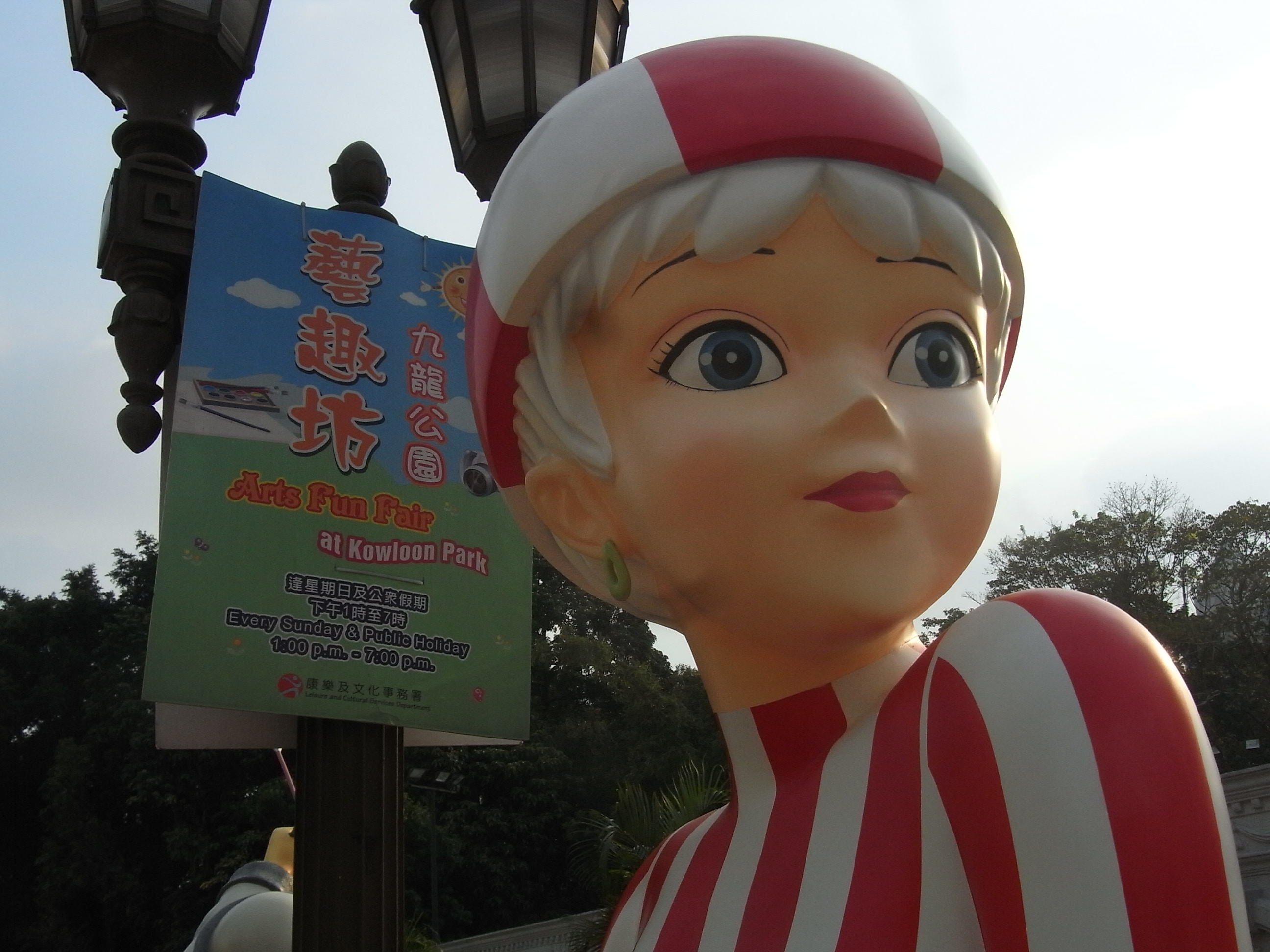
《13點》主角13點於「香港漫畫星光大道」展示的雕塑

- 13點

主角，本姓周，父親為發達城首富周申銀，為家中獨女。
- 周申銀

主角父親，職業為某公司的董事長，發達城首富。
- 魯來嬌

13點母親，身形肥胖。
- 遲姍姍

13點同學兼好友。
- 羅素珍

13點同學兼老友，花名肥妹。
- 富家飛

13點好友及追求者之一，從事電影製作。
- 畢圖士

13點好友及追求者之一，OTTO時裝店老闆。
- 古靈精

男性，13點好友。
- 瘦皮猴

13點好友及追求者之一。
- 添叔

13點家中的園丁，已婚。
- 阿May

13點家中的傭人，有一孖生姊姊阿三。
- 花花小姐

13點的表姐，職業為私家偵探，住在黃金國。
- 阿三

阿May的孖生姊姊，花花小姐家中的傭人。
- 毛量度

13點的鄰居，已婚，為人小家，毛氏貿易公司東主，其公司位於某大廈十六樓六室。

## 其它
- 13点一词在中国上海地区也有对他人不尊重及辱骂的意味。

## 外部連結
- 13点漫畫官網（页面存档备份，存于）
- 作者李惠珍微博：twitter（页面存档备份，存于）／新浪微博（页面存档备份，存于）/ facebook（页面存档备份，存于）